# Pietro Camozzi
Pietro Camozzi (Milano, 28 novembre 1940 – Corinaldo, 30 giugno 2017) è stato un calciatore e allenatore di calcio italiano, di ruolo centrocampista.

## Carriera

### Giocatore
Ha giocato nel Potenza dal 1959 fino al 1961, ed in seguito ha disputato la Serie C 1961-1962 con il Pescara.
Dopo due campionati di Serie D, ha giocato nella Reggina per tre stagioni, dal 1964-1965 al 1966-1967: la prima in Serie C1, le due seguenti in Serie B. Allenato sempre da Tommaso Maestrelli, in maglia amaranto ha disputato 32 partite in C1 (siglando 2 reti) e 71 in B (con 8 reti).
Ha disputato la Serie B per altre cinque stagioni con le maglie di Modena, Foggia e Arezzo, ottenendo anche una promozione in Serie A con il Foggia nel 1969-1970, e totalizzando complessivamente nella serie cadetta 238 presenze in tutta la sua carriera.
Ha militato nel suo ultimo anno tra i professionisti con la Sambenedettese nel campionato di Serie C 1972-1973.

### Allenatore
Ha allenato inoltre la Maceratese, la Nocerina e la Vigor Senigallia in Serie C2 nel corso degli anni ottanta.

## Palmarès

### Club

#### Competizioni nazionali
- Serie C: 1

Reggina: 1964-1965
- Serie D: 1

Potenza: 1960-1961